# ديفيد جونز (كيميائي)
دايفيد جونز (بالإنجليزية: David E. H. Jones) (و. 1938 – 2017 م) هو كيميائي، ومؤلف، وصحفي، وكاتب بريطاني، ولد في المملكة المتحدة، توفي في نيوكاسل أبون تاين، عن عمر يناهز 79 عاماً.

## التعليم
تعلم في كلية لندن الإمبراطورية
.